# QV30
QV 30 est un des tombeaux situé dans la vallée des Reines, dans la nécropole thébaine, sur la rive ouest du Nil face à Louxor en Égypte.

## Description
QV 30 est la tombe de Nebiri, chef des écuries à la XVIIIe dynastie. Située dans la pente sud de la vallée, elle est constituée d'une unique chambre rectangulaire creusée dans du schiste argileux et d'un puit vertical. Elle contient des fragments de deux momies (la seconde serait le serviteur de Nebiri), des objets en faïence et cinq vases canopes, dont quatre en terre cuite et un gravé,.

## Histoire
La tombe a été réutilisée pendant la période romaine.
Elle a été découverte par Ernesto Schiaparelli en 1904, qui la trouve déjà pillée. Il parvient à identifier la tombe comme appartenant à Nebiri graĉe aux vases canopes qui y ont été découverts.